# حزب الله أفغان
مولوي حزب الله أفغان هو قائد عسكري في حركة طالبان الأفغانية. كان رئيس أركان فيلق البدر من 4 أكتوبر 2021 إلى 4 مارس 2022. وكان أيضًا حاكمًا لولاية فراه من أغسطس 2021 إلى 6 نوفمبر 2021. وهو رئيس أركان فيلق منصوري 203 الحالي منذ 4 مارس 2022.